# إنياك
الحاسوب والمكامل الرقمي الإلكتروني (بالإنجليزية: Electronic Numerical Integrator And Computer)‏ وتختصر (بالإنجليزية: ENIAC)‏ تُلفظ إنياك، كان أول حاسوب إلكتروني عام الغرض. صُمم في الولايات المتحدة وكان غرض تصميمه واستخدامه الأساسي في حساب جداول ضرب المدفعية لمصلحة مختبر أبحاث المقذوفات التابع للجيش الأمريكي، وكان من أول برامجه برنامج لدراسة إمكانية تصميم القنبلة الهيدروجينية.

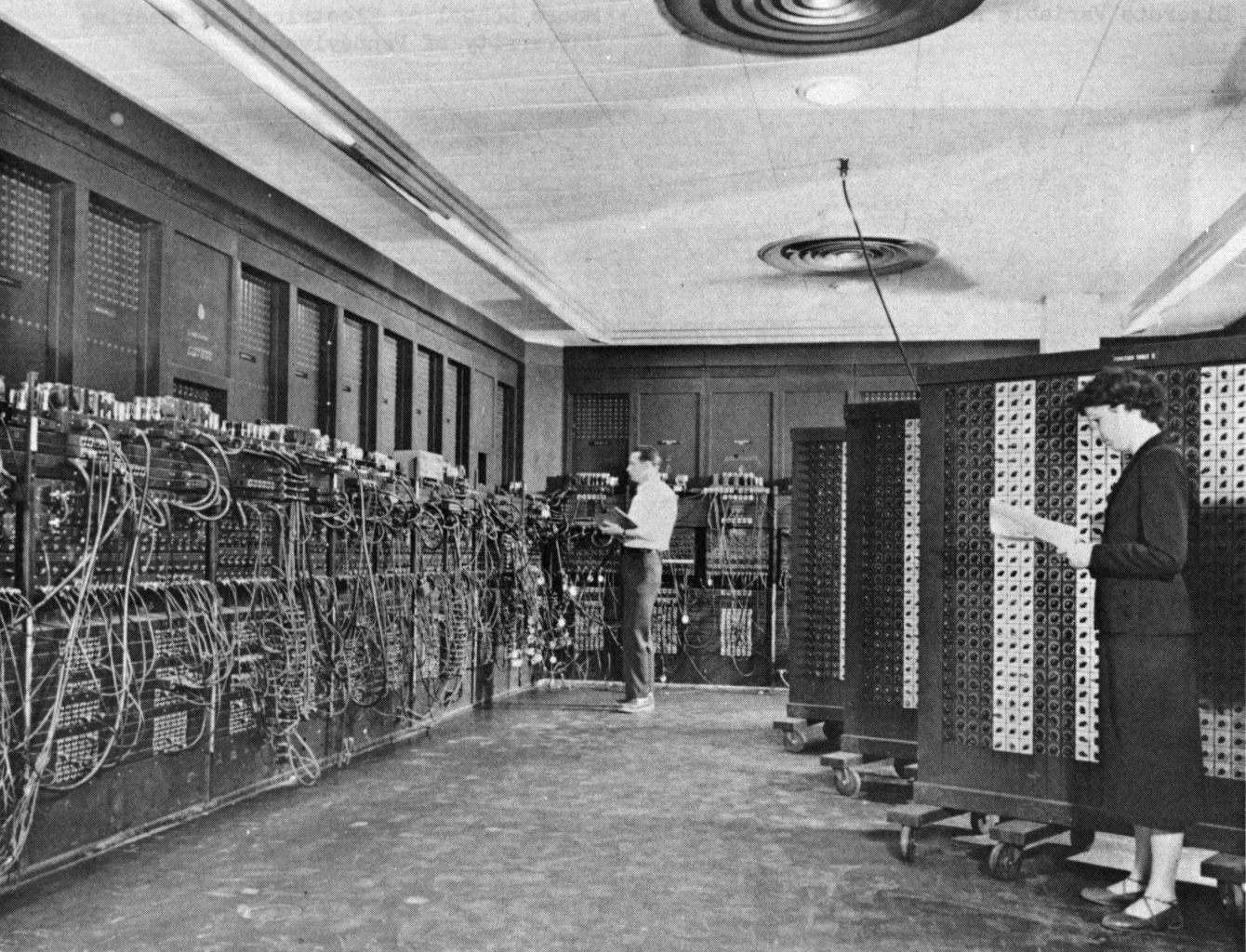
ENIAC

و كان أول حاسب إلكتروني لأغراض عامة ولكن في الأساس فإن بنيته غير سلسة والذي يعني أن إعادة برمجته أساسيا تتطلب إعادة توصيله. وآلات Z الخاصة بـ Konrad Zuse، مع الإليكتروميكانيكي يكون أول آلة عاملة تقدم ميزة الحساب الأوتوماتيكي للأرقام الثنائية والقدرة على البرمجة بطريقة عملية وملائمة.وقد تميز هذا الجهاز بأنه كان يجري عملية الضرب لرقمين خلال ثلاثة في الألف من الثانية.ومن مميزاته أيضا، انه كان يوصل بين وحداته المختلفة بواسطة اسلاك.
مواصفاته:
يحتوي على 18000 صمام مفرغ من الهواء و 500000 وصلة، ويحتوي على 6000 مفتاح للسماح بتشغيل البرنامج، واحتاج إلى مساحة غرفة كبيرة عرضها 8 متر تقريباً وكان يزن حوالي 30 طن واستغرق لحام أسلاكه حوالي سنتين ونصف، بقي هذا الجهاز في الخدمة حتى عام 1955م، حيث توقف العمل به نهائياً بعد مرور ما يقارب 9 سنوات من الخدمة، لم يُستخدم كثيراً نظراً لمشاكل الحرارة الزائدة في الصمامات.

## تاريخ تطويره
كانت الخطوة الثانية من مراحل تطور الحاسب الآلي وقد تم في معهد موري للهندسة الألكترونية في جامعة بنلسفانيا في عام 1941، قام به اثنان من الخريجين هما ماوشلي وبرسبر إكرت، وخلال الحرب العالمية الثانية احتاج الجيش الأمريكي إلى اسلوب جديد في حساب الزمن الذي تقطعه القذيفة من لحظة انطلاقها إلى لحظة ارتطامها بالهدف، فقد كانت طريقة حسابها تستغرق 15 دقيقة في بداية اندلاع الحرب وهذا وقت طويل بالمنظور العسكري.
بقيت هذه الطريقة متبعة حتى عام 1941، عندما مارس ماوشلي واكرت عملهما في مجال الحاسبات الالكترونية، في كلية موري وتمكنا في 1943م من تقديم اقتراح إلى حكومة الولايات المتحدة يتضمن تقليص الزمن اللازم لحساب سرعة القذائف إلى 30 ثانية بدلا من 60 ثانية، باعتمادهم على اسلوب التحليل الإلكتروني.لكنها لم تكن مجديه بسبب حدوث خطأ كل 15 دقيقة نتيجة لتلف أحد الصمامات.
وفي 1946م وبعد انفاق ما يقارب من 400,000 دولار على الابحاث الالكترونية تمكن ماوشلي واكرت من التوصل إلى إينياك.

## التطوير والتصميم
موّل تصميم وبناء حاسب إينياك من قبل جيش الولايات المتحدة، وفرقة المعدات الحربية ووقيادة التطوير والبحث، بقيادة اللواء غلادوين إم.بارنيس. كانت التكلفة الإجمالية نحو 487 ألف دولار، أي ما يعادل 7,195,000 دولار في عام 2019. وُقع عقد البناء في 5 يونيو، 1943؛ وبدأ العمل على الحاسوب سرًا في كلية مور للهندسة الكهربائية في جامعة بنسلافينيا في الشهر التالي، وذلك تحت الاسم الرمزي «المشروع بي إكس»، وكان جون غريست برينرد الباحث الرئيسي فيه. أقنع هيرمان إتش. غولدستين الجيش بتمويل المشروع، ما جعله مسؤولًا عن الإشراف عليه لصالحهم.
صُمم إينياك من قبل جون موشلي وجي.بريسبر إيكرت من جامعة بنسلفانيا، الولايات المتحدة. تضمن فريق مهندسي التصميم المساعدين في التطوير روبرت إي. شو (الجداول الوظيفية)، وجيفري شاون شو (مُقسم/جاذر-التربيعي)، وتوماس كيت شاربليس (مبرمج رئيس)، وفرانك مورال (مبرمج رئيس)، وآرثر بيركس (مُضاعف) وهاري هاسكي (قارئ/طابع) وجاك ديفيس (المجمعات). تولت مبرمجات إينياك القيام بعمل تطويري بارز. في عام 1946، استقال الباحثون من جامعة بنسلافينيا وشكلوا شركة إيكريت-موشلي للحواسيب.
كان إينياك حاسبًا معياريًا مؤلفًا من لوحات فردية للقيام بالوظائف المختلفة. كانت عشرين وحدة من هذه الوحدات عبارة عن مسرعات لم تكن قادرة على الجمع والطرح فقط، بل أيضًا على تخزين عدد عشري من عشر أرقام في الذاكرة. كانت الأرقام تُمرر بين هذه الوحدات عبر العديد من الناقلات العامة الأغراض (أو الأطباق، مثلما كانوا يسمونها). من أجل الوصول إلى أعلى سرعة له، يجب على اللوائح أن ترسل وتستقبل الأرقام، وتحسب النتائج وتحفظها وتشغل العملية التالية؛ وكل ذلك بدون أي أجزاء متحركة. كان مفتاح تعددية استعماله هو القدرة على التفرع؛ إذ كان بإمكانه أن يشغل عمليات مختلفة، اعتمادًا على إشارة النتيجة المحسوبة.

### المكونات
عند الانتهاء من تشغيله في عام 1956، كان إينياك يحتوي على 20 ألف صمام مفرغ؛ و7,200 ديود كريستالي؛ و1500 مُرحل؛ و70 ألف مقاومة كهربائية؛ و10 آلاف مكثف؛ وما يقارب 5 ملايين وصلة ملحومة يدويًا. وصل وزنها إلى أكثر من 30 طن أمريكي (27 طن)، وكان حجمه تقريبًا 2.4 م*0.9 م*30 م (8 قدم * 3 قدم * 98 قدم)، وشغل مساحة 167 م2 (1800 قدم مربع) واستهلك 150 كيلو واط من الكهرباء. أدت متطلبات الطاقة هذه إلى انتشار إشاعة بأنه كلما شُغل هذا الحاسوب خفتت الأضواء في فيلاديلفيا. كانت الإدخالات ممكنة من خلال قارئ بطاقة آي بي إم وثقب لبطاقة آي بي إم يُستخدم من أجل الخرج. يمكن استخدام هذه البطاقات للحصول على نتيجة مطبوعة في وضع عدم الاتصال باستخدام آلة حساب آي بي إم، مثل آلة آي بي إم 405. في الحين الذي لم يكن فيه لدي إينياك نظام لتخزين الذاكرة في بدايته، فإنه كان من الممكن استخدام بطاقات الثقوب هذه لتخزين الذاكرة خارجيًا. في عام 1953، أُضيفت إلى حاسوب إينياك ذاكرة مغناطيسية النواة تخزن 100 كلمة بُنيت من قبل شركة بوروز.
استخدم حاسوب إينياك عدادات حلقة ذات عشرة مواضع لتخزين الأرقام؛ كل رقم منها يتطلب 36 صمامًا مفرغًا، وكان عشرة منها تمثل الصمامات المزدوجة المسؤولة عن تقلبات عداد الحلقة. كان الحساب يُجرى من خلال «عد» النبضات عن طريق عدادات الحلقة، وتوليد نبضات الحمل إذا «التف» العداد، والفكرة هي المحاكاة الإلكترونية لعملية تشغيل العجلات الرقمية لآلة الجمع الرقمية.
كان لدى إينياك 20 مجمعًا ذو إشارة وبعشر خانات، واستخدم تمثيل مكمل العشرة وكان يستطيع إجراء 5000 عملية جمع بسيطة أو عمليات طرح بين أي منها مع مصدر معين (كمجمع آخر أو مرسل ثابت) في الثانية. كان من الممكن وصل عدة مجمعات لتعمل في وقت واحد، وبالتالي تكون أقصى سرعة للتشغيل أعلى بكثير نظرًا لعمله على التوازي.
كان من الممكن توصيل حمل مجمع واحد إلى مجمع آخر للقيام بالحساب بدقة مضاعفة، لكن توقيت دارة حمل المجمع منعت وجود شبكة أسلاك بثلاثة مجمعات أو أكثر للحصول على دقة أعلى. استخدم إينياك أربعة مجمعات (تتحكم بها وحدة مضاعفة خاصة) لإجراء ما يقارب 385 عملية ضرب في الثانية؛ كانت وحدة مقسم/جاذر-تربيعي تتحكم بالمجمعات الخمسة لإجراء ما يصل إلى 40 عملية قسمة أو ثلاث عمليات جذر تربيعي في الثانية.
كانت الوحدات التسع الأخرى في إينياك هي وحدة البدء (تبدأ تشغيل الآلة وتوقفها)، وحدة التدوير (تستخدم للمزامنة مع الوحدات الأخرى)، والمبرمج الرئيسي (سلسلة الحلقة الخاضعة للتحكم)، القارئ (التحكم بقارئ بطاقة ثقب آي بي إم)، الطابعة (التحكم بثقب بطاقة آي بي إم)، المرسل الثابت، وثلاثة جداول وظيفية.

### أوقات التشغيل
تعطي مراجع روجاس وهاشاغان (أو ويلكس) تفاصيل أكثر عن أوقات العمليات، التي تختلف بشكل ما عن تلك المذكورة أعلاه.
كانت دورة الآلة الأساسية تستغرق نحو 20 ميكروثانية (20 دورة لساعة المئة كيلو هرتز في وحدة التدوير)، أو 5000 دورة في الثانية للعمليات على الأرقام المؤلفة من عشر خانات. في واحدة من هذه الدورات، يمكن أن يكتب إينياك عددًا إلى سجل، أو يقرأ عددًا من سجل، أو يجمع/يطرح عددين.
استغرق ضرب عدد مؤلف من عشرة أرقام بعدد من د رقم (قيمة د تصل حتى 10) نحو د+4 دورة، بالتالي ضرب عدد مؤلف من 10 أرقام بعدد مؤلف من 10 أرقام استغرق 14 دورة، أو 2800 ميكروثانية- بمعدل 357 بالثانية. إذا كان أحد الأعداد يمتلك أقل من 10 أرقام، كانت العملية أسرع.
استغرقت القسمة والجذور التربيعية 13(د+1) دورة، إذ إن د هو عدد الأرقام في النتيجة (خارج القسمة أو الجذر التربيعي). بالتالي تستغرق كل من القسمة أو الجذر التربيعي حتى 143 دورة، أو 28,600 ميكروثانية- بمعدل 35 في الثانية. (صرح ويلكس أن القسمة التي يحوي ناتجها 10 أرقام تطلبت 6 ميلي ثانية). إذا كانت النتيجة مؤلفة من أقل من 10 أرقام، كان يتم الحصول عليها بشكل أسرع.

### الوثوقية
استخدم إينياك صمامات راديو ذات قاعدة ثمانية الملامسات شائعة في ذلك الوقت؛ كانت المجمعات الرقمية تُصنع من قلابات 6SN7، في حين استخدمت قلابات 6L7، 6SJ7، 6SA7، و6AC7 في الوظائف المنطقية. عملت العديد من قلابات 6L6 و 6V6بمثابة سواقات خط تدفع النبضات عبر الكابلات بين مجموعات الرفوف.
كانت العديد من الصمامات تحترق يوميًا، لتترك إينياك معطلًا نصف الوقت. لم تتوفر الصمامات الخاصة عالية الوثوقية حتى عام 1948. لكن معظم حالات الفشل هذه حدثت خلال فترات الإحماء والتبريد، عندما تكون سخانات الصمامات والكاثود تحت الضغط الحراري الأكبر. خفض المهندسون حالات فشل صمامات إينياك إلى معدل مقبول يصل إلى صمام واحد كل يومين. وفقًا لمقابلة مع إيكرت في عام 1989 قال «كان يحصل لدينا فشل في صمام واحد كل يومين، وكنا نستطيع تحديد مكان المشكلة خلال 15 دقيقة». في عام 1954، كانت أطول فترة مستمرة للتشغيل دون فشل هي 116 ساعة، أي خمسة أيام تقريبًا.